# Villorita cornucopia
Villorita cornucopia е вид мида от семейство Cyrenidae. Видът не е застрашен от изчезване.

## Разпространение и местообитание
Разпространен е в Индия (Керала).
Обитава крайбрежията на сладководни басейни.

## Описание
Популацията на вида е стабилна.